# Operación Zvezda
La Operación Estrella u Operación Zvezdá (en ruso: Звезда, lit. 'Estrella') fue una ofensiva del Ejército Rojo en el Frente Oriental de la Segunda Guerra Mundial que comenzó el 2 de febrero de 1943. El ataque estuvo a cargo del Frente de Vorónezh bajo el mando de Filipp Gólikov y una parte de la Operación Ofensiva Estratégica Vorónezh-Járkov más grande.
Sus principales objetivos eran las ciudades de Járkov y Kursk. Si bien inicialmente lograron capturar ambas ciudades, las líneas soviéticas se extendieron demasiado, lo que permitió al mariscal de campo alemán Erich von Manstein lanzar una contraofensiva e infligir una derrota a los soviéticos en la Tercera batalla de Járkov.